# Busen
Busen is een van de twee uitvoeringswijzen van judo zoals die in Nederland uitgeoefend worden en die bij de danexamens toegepast mogen worden. De andere uitvoeringswijze is Kodokan. Het verschil in beide uitvoeringswijzen komt primair tot uiting tijdens de uitvoering van de kata.

## Kenmerk Busen (uitvoeringswijze)
Bij de Busen staat wat betreft de uitvoeringswijze voorop dat de techniek zodanig uitgevoerd wordt dat deze maximaal effectief is. Hierbij wordt de kracht en snelheid van de uke (tegenstander) maximaal benut. Het verschil tussen de uitvoeringswijzen Busen en Kodokan komt in kleine details in de uitvoering tot uiting.

## Geschiedenis
Busen is afkomstig uit de periode waarin Jigoro Kano nog leefde en hij het kata tot in de perfectie ontwikkelde. Na de Tweede Wereldoorlog, in 1946, werd door generaal Douglas MacArthur, de krijgskunst in Japan enkele jaren verboden. Na het opheffen van dit verbod waren de sensei verplicht zich bij de Kodokan-school in te zetten. Dit was mede ingegeven door het feit dat de uitvoeringswijze van Kodokan een bewegingsleer is en daardoor minder goed als krijgskunst is te gebruiken. Dit, gecombineerd met het feit dat bij kata-wedstrijden de uitvoeringswijze van Kodokan voorgeschreven staat, resulteerde erin dat de uitvoeringswijze bij Busen weinig aanhangers heeft en dat de Kodokan-uitvoeringswijze wereldwijd dominant is.

## Busen in Nederland
Nederland is een van de weinige landen waar op relatief grote schaal de uitvoeringswijze Busen wordt uitgeoefend en waar het officieel bij danexamens toegepast mag worden. Dit is het zogenaamde tweesporenbeleid. Deze relatieve populariteit heeft haar oorsprong in de jaren 50 van de 20e eeuw, toen Michigami Haku sensei - die afkomstig was van Budosenmon (Busen) - naar Nederland kwam om judokennis te verspreiden. In de periode 1955 tot 1968 was hij technisch directeur van de Nederlandse Judo en Jiu-Jitsu Bond (NJJB) en had daarmee grote invloed op het technisch beleid van judo in Nederland. Tevens zorgt de inzet van Chris de Korte en Edgar Kruyning als autoriteiten op het gebied van Busen judokata ervoor dat veel kennis over Busen in Nederland aanwezig is.